# Квантовый вентиль
Квантовый вентиль (квантовый логический элемент) — это базовый элемент квантового компьютера, преобразующий входные состояния кубитов на выходные по определённому закону. Отличается от обычных логических вентилей тем, что работает с кубитами. Квантовые вентили в отличие от многих классических всегда являются обратимыми.
Так как кубит можно представить вектором в двумерном пространстве, то действие вентиля можно описать унитарной матрицей, на которую умножается соответствующий вектор состояния входного кубита. Однокубитные вентили описываются матрицами размера 2 × 2, двухкубитные — 4 × 4, а n-кубитные — 2n × 2n.

## Примеры квантовых вентилей
Простейшие однокубитовые вентили:
- Тождественное преобразование:

{\displaystyle \sigma _{0}={\begin{bmatrix}1&0\\0&1\end{bmatrix}}}
- Отрицание (вентиль Паули X):

{\displaystyle NOT=X=\sigma _{1}={\begin{bmatrix}0&1\\1&0\end{bmatrix}}}
- Вентиль Паули Y:

{\displaystyle Y=\sigma _{2}={\begin{bmatrix}0&-i\\i&0\end{bmatrix}}}
- Фазовый сдвиг (вентиль Паули Z):

{\displaystyle Z=\sigma _{3}={\begin{bmatrix}1&0\\0&-1\end{bmatrix}}}
- Преобразование Адамара:

{\displaystyle H={\frac {1}{\sqrt {2}}}{\begin{bmatrix}1&1\\1&-1\end{bmatrix}}}

Также возможны вентили, имеющие два входа (и два выхода, так как количество входов и выходов у квантовых вентилей должно совпадать в силу требования унитарности):
- Контролируемое U (C-U). Суть контролируемого U заключается в том, что на первый вход подаётся управляющий кубит, а на второй — управляемый. Если управляющий кубит равен единице, над управляемым проводится операция U, а если нулю — тождественное преобразование (кубит подается на выход без изменений). Если матрица U имеет вид

{\displaystyle U={\begin{bmatrix}x_{00}&x_{01}\\x_{10}&x_{11}\end{bmatrix}}},
тогда матрица преобразования C-U выглядит так:
{\displaystyle \operatorname {C} (U)={\begin{bmatrix}1&0&0&0\\0&1&0&0\\0&0&x_{00}&x_{01}\\0&0&x_{10}&x_{11}\end{bmatrix}}}
- Контролируемое отрицание (C-NOT). В этом случае {\displaystyle U=\sigma _{1}} и матрица преобразования имеет вид:

{\displaystyle CNOT={\begin{bmatrix}1&0&0&0\\0&1&0&0\\0&0&0&1\\0&0&1&0\end{bmatrix}}}
- Контролируемое Z. В этом случае {\displaystyle U=\sigma _{3}} и матрица преобразования имеет вид:

{\displaystyle CZ={\begin{bmatrix}1&0&0&0\\0&1&0&0\\0&0&1&0\\0&0&0&-1\end{bmatrix}}}
- Обмен:

{\displaystyle SWAP={\begin{bmatrix}1&0&0&0\\0&0&1&0\\0&1&0&0\\0&0&0&1\end{bmatrix}}}
Важными 3-х кубитными вентилями являются:
- вентиль Тоффоли (Toffoli, часто CCNOT) — является универсальным. Может быть реализован на C-NOT и однокубитных вентилях. Похож по алгоритму работы на CNOT, но обращает значение последнего бита только если два первых входа равны единице. В противном случае все входы подаются на выход неизменными.
- вентиль Фредкина (англ. Fredkin gate, часто CSWAP) — также универсален. Если первый вход установлен, переставляет значения кубитов со входов 2 и 3. Иначе все три кубита остаются без изменений.

## Универсальные квантовые вентили
Набор квантовых вентилей называют универсальным, если любое унитарное преобразование можно аппроксимировать с любой заданной точностью конечной последовательностью вентилей из этого набора. Иными словами, универсальные квантовые вентили являются генераторами группы унитарных матриц. Можно доказать, что набор, состоящий из вентиля C-NOT и всех однокубитных вентилей, является универсальным. Возможны и другие универсальные наборы.

## Реализация
В 2022 г. сотрудниками НИТУ МИСиС и МФТИ был разработан сверхпроводниковый квантовый чип, позволяющий реализовать операцию CZ с точностью свыше 97%. Микросхема состоит из 5 зарядовых кубитов, из которых для реализации CZ использовалось лишь 4.  Выполнение одной логической операции длится 0,025 мкс, что позволяет за время существования квантового состояния выполнить более 3200 операций.